# Tomasz Sianecki
Tomasz Sianecki (ur. 9 grudnia 1960 w Warszawie) – polski dziennikarz radiowy i telewizyjny.

## Życiorys
Ukończył VI Liceum Ogólnokształcące im. Tadeusza Reytana w Warszawie (1979), gdzie działał w 1 Warszawskiej Drużynie Harcerskiej  im. Romualda Traugutta „Czarna Jedynka”. Został absolwentem Wydziału Prawa i Administracji Uniwersytetu Warszawskiego, uzyskał tytuł zawodowy magistra prawa po obronie pracy dyplomowej pt. Odpowiedzialność karna za wypadki w sporcie. Chcąc uniknąć powołania do wojska, podjął podyplomowe studia dziennikarskie. W trakcie studiów pracował w Spółdzielni Studenckiej „Plastuś” i dorabiał jako sprzątacz.
Po studiach został zatrudniony w pracowni radiowej Wiktora Legowicza, ówczesnego dyrektora Programu Trzeciego Polskiego Radia. W czerwcu 1987 odbył staż studencki przy audycji Zapraszamy do Trójki, której następnie został prowadzącym. Dla tej rozgłośni współprowadził także audycję motoryzacyjną Wrzuć Trójkę.
Wystąpił w filmach: Kapitał, czyli jak zrobić pieniądze w Polsce (1989) i V.I.P. (1991) oraz w serialu Teraz albo nigdy! (2008).
Prowadził program dla dzieci Cojak w TVP1. W 1997 rozpoczął pracę w telewizji TVN, dla której prowadził programy: 600 sekund życia i Automaniak, a w latach 1998–2010 przygotowywał dla redakcji Faktów humorystyczne i lekkie w formie felietony oraz reportaże o tematyce sportowej. Prowadził serial dokumentalno-fabularny Wielkie ucieczki (2006). W 2005 został jednym z prowadzących program Szkło kontaktowe w TVN24. W 2007, na fali popularności Szkła kontaktowego, wraz z Grzegorzem Miecugowem napisał książkę Kontaktowi, czyli szklarze bez kitu, za której sprzedaż w nakładzie 600 tys. egzemplarzy wspólnie otrzymali nominację do nagrody Asy Empiku w kategorii historia i literatura faktu. W 2011 został prowadzącym autorski program Ciąg dalszy nastąpił w TVN24, a w 2015 – program #Pamięć absolutna.
W 2018 zaczął występować w spektaklu Szkło kontaktowe – live & touch wystawianym w Teatrze 6. piętro w Warszawie, a także podczas objazdowej trasy po Polsce, m.in. na wydarzeniu Top of the Top Sopot Festival w 2022.

## Wyróżnienia
- 2006: nominacja do nagrody Grand Press dla dziennikarza roku[24]
- 2006: Wiktor w kategorii największe odkrycie telewizyjne razem z Grzegorzem Miecugowem za program Szkło kontaktowe[25]
- 2007: nominacja do nagrody Asy Empiku w kategorii historia i literatura faktu razem z Grzegorzem Miecugowem za książkę Kontaktowi, czyli szklarze bez kitu[26]
- 2008: Mistrz Mowy Polskiej[27]
- 2011: nominacja do nagrody MediaTory w kategorii InicjaTOR za program Ciąg dalszy nastąpił[28].

## Życie prywatne
Żonaty z Aleksandrą, ma syna Kacpra (ur. 2006).
Jego ojciec Bolesław Sianecki był funkcjonariuszem Milicji Obywatelskiej i Ministerstwa Spraw Wewnętrznych.